# باربورا سيمانوفا
باربورا سيمانوفا (من مواليد 1 أبريل 2000) سباحة تشيكية شاركت في سباق 200 متر سباحة حرة للسيدات في دورة الألعاب الأولمبية الصيفية 2016. بطلة أوروبا 2021 في سباق 200 متر حرة حيث سبحت بزمن قدره 1:56.27. فائز مرتين في دورة الألعاب الأولمبية الصيفية للشباب 2018، وبطل أوروبا للناشئين 2017، ومشارك في الألعاب الأولمبية الصيفية 2016، والمتأهل لنهائي دورة الألعاب الأولمبية الصيفية 2020.
في دورة الألعاب الأوروبية 2015، وصلت سيمانوفا إلى نهائيات سباق 100 متر سباحة حرة مع الرقم القياسي للسباحة الحرة 200 متر 1:58.14، تم ترشيحها لدورة الألعاب الأولمبية الصيفية 2016، لتصبح أصغر سباحة تشيكية بعمر 16 عامًا. في سباق 200 متر حرة، أنهت سيمانوفا المسابقة في المركز الحادي والثلاثين بزمن قدره 2:00.26. وكانت أيضًا عضوًا في سباق التتابع المتنوع 4×100، ولكن تم استبعادها.
في بطولة السباحة الأوروبية للناشئين 2017، أصبحت سيمانوفا بطلة دورة السباحة الحرة لمسافة 50 مترًا في رقم قياسي تشيكي جديد لكبار السن يبلغ 25.06 ثانية، وتحمل الأرقام القياسية في دورات السباحة الحرة من 50 إلى 200 متر.
في دورة الألعاب الأولمبية الصيفية للشباب 2018، فازت سيمانوفا بميدالية ذهبية في البداية الأولى على مضمار 100 متر سباحة حرة.
```
وفي الجولة الثانية حصلت على الميدالية البرونزية في سباق 200 متر حرة بزمن قدره 1:58.25.
[
11
]
 فازت سيمانوفا بالميدالية الذهبية الثانية في البداية الأخيرة في سباق 50 مترًا حرة.
[
12
]
```